# Nowy Sącz (gmina wiejska)

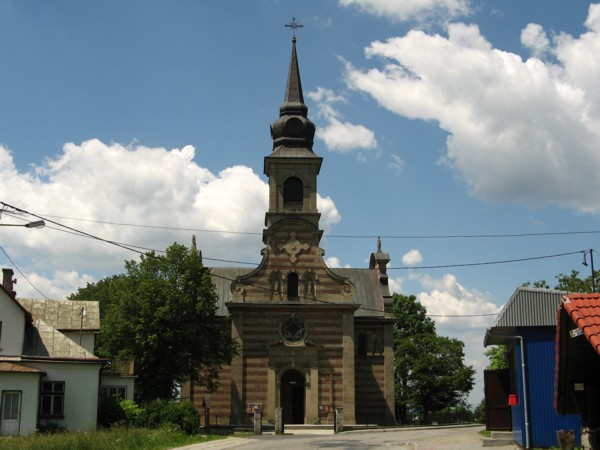
Kościół w Mystkowie

Nowy Sącz – dawna gmina wiejska istniejąca w latach 1934–1954 i 1973–1977 w woj. krakowskim i woj. nowosądeckim (dzisiejsze woj. małopolskie). Siedzibą władz gminy był Nowy Sącz, który stanowił odrębną gminę miejską.

## Pierwsza odsłona
Gmina zbiorowa Nowy Sącz została utworzona 1 sierpnia 1934 roku w powiecie nowosądeckim w woj. krakowskim z dotychczasowych jednostkowych gmin wiejskich: Biegonice, Dąbrówka Polska, Dąbrowa-Klimkówka, Falkowa, Gołąbkowice, Jamnica-Kunów, Januszowa, Kamionka Wielka, Królowa Polska, Kurów, Mystków, Naściszowa, Paszyn, Piątkowa, Wielogłowy, Wielopole, Zabełcze i Zawada.
1 lipca 1951 z gminy Nowy Sącz wyłączono gromadę Falkowa, część gromady Gołąbkowice stanowiącą wieś Gołąbkowice, oraz część gromady Naściszowa stanowiącą Roszkowice, włączając je do Nowego Sącza.
I tak według stanu z 1 lipca 1952 roku gmina Nowy Sącz składała się już tylko z 17 gromad: Biegonice, Dąbrowa, Dąbrówka Polska, Jamnica-Kunów, Januszowa, Kamionka Wielka, Klimkówka, Królowa Polska, Kurów, Mystków, Naściszowa, Paszyn, Piątkowa, Wielogłowy, Wielopole, Zabełcze i Zawada. Jednostka została zniesiona 29 września 1954 roku wraz z reformą wprowadzającą gromady w miejsce gmin.

## Druga odsłona
Gminę Nowy Sącz reaktywowano w dniu 1 stycznia 1973 roku w tymże powiecie i województwie. 1 czerwca 1975 roku gmina znalazła się w nowo utworzonym woj. nowosądeckim. 1 lutego 1977 roku gmina została zniesiona, a jej obszar przyłączony do:
- gminy Chełmiec (obszary sołectw Dąbrowa, Januszowa, Klimkówka, Kurów, Librantowa, Paszyn, Wielogłowy i Wola Kurowska, oraz główne części sołectw: Jamnica (425 ha), Naściszowa (169 ha), Piątkowa (593 ha) i Wielopole (196 ha)[10],
- oraz do Nowego Sącza (obszary sołectw Biegonice, Chruślice, Dąbrówka Polska, Falkowa, Zabełcze i Zawada oraz mniejsze części obszarów sołectw: Jamnica (80 ha), Naściszowa (125 ha), Piątkowa (153 ha) i Wielopole (38 ha)[11].

1 kwietnia 1983 Jamnicę (bez przysiółka Kunów, który pozostał w gminie Chełmiec) włączono do gminy Kamionka Wielka. 